# Barna fátyolosbagoly
A barna fátyolosbagoly (Ninox randi) a madarak osztályának a bagolyalakúak (Strigiformes) rendjébe, a bagolyfélék (Strigidae) családjába tartozó faj.

## Rendszerezése
A fajt Herbert Girton Deignan amerikai ornitológus írta le 1951-ben, a fátyolos bagoly (Ninox scutulata) alfajaként Ninox scutulata randi néven.

## Előfordulása
A Fülöp-szigetek területén honos. Természetes élőhelyei a szubtrópusi és trópusi síkvidéki esőerdők, mocsári erdők és cserjések, valamint legelők, ültetvények, szántóföldek, vidéki kertek és városi régiók. Állandó, nem vonuló faj.

## Természetvédelmi helyzete
Az elterjedési területe még nagy, de csökken, egyedszáma szintén csökken. A Természetvédelmi Világszövetség Vörös listáján mérsékelten fenyegetett fajként szerepel.